# Добродошли
Добродошли је песма црногорске певачице Нине Жижић. Написали су Борис Суботић и Виолета Михајловска Милић, а продукцију Дарко Димитров. Песма ће представљати Црну Гору на Песми Евровизије 2025.

## Позадина и композиција
Песму су написали Борис Суботић и Виолета Михајловска Милић у продукцији Дарка Димитрова. Током интервјуа за онлајн магазин Wiwibloggs, Жижић је описала песму као „како жена може бити јака у временима изазова“. Наслов који је Суботић креирала био је неочекиван за саму певачицу, јер није очекивала баладу, већ плесну песму са мање озбиљним текстом. Према Жижићевим речима, предлог за учешће на Монтесонгу дошао је од Михајловске Милића. После кратког оклевања, коначно је одлучила да учествује у томе.

## Песма Евровизије

### Монтесонг 2024
РТЦГ је 10. октобра 2024. објавио да је изабрао песму „Добродошли” као једну од песама које ће се такмичити на Монтесонгу 2024.  27. новембра 2024. песма је освојила прво место међу жиријем и четврто место међу публиком на такмичењу, што ју је пласирало на друго место у укупном пласману, један бод иза победничке песме „Clickbait“, коју је извео бенд Neonoen. 4. децембра 2024. Neonoen су се повукли са Евровизије јер су претходно извели свој наступ 2023., што је кршење правила међународног такмичења. РТЦГ је 8. децембра објавио да је песма освојила друго место „Добродошли“ представља Црну Гору на Евровизији.

### На Евровизији
Песма Евровизије 2025. одржаће се у Санкт Јакобсхалеу у Базелу и састојаће се од два полуфинала која ће се одржати 13. и 15. маја, и финала 17. маја 2025. Током жреба за расподелу парова одржаног 28. јануара 2025., Црна Гора је извучена да се такмичи у другом полуфиналу, наступајући у првој половини.

## Листа нумера
Дигитално преузимање/стримовање 
1. „Добродошли“ – 3:00

Дигитално преузимање/стримовање – верзија уживо 
1. „Добродошли“ (уживо) – 3:42

## Историја издања
| Регион | Датум              | Формат                          | Верзија    | Ознака   | Извори |
| ------ | ------------------ | ------------------------------- | ---------- | -------- | ------ |
| Разно  | 10. новембар 2024. | Дигитално преузимање/стримовање | Оригинал   | РТЦГ     | [ 11 ] |
| Разно  | 27. новембар 2024. | Дигитално преузимање/стримовање | Уживо      | РТЦГ     | [ 12 ] |
| Разно  | 10. март 2025.     | Дигитално преузимање/стримовање | Евровизија | Димитров | [ 13 ] |